# Erebus glaucopis
Erebus glaucopis là một loài bướm đêm trong họ Erebidae.